# Moreninha (Casimiro de Abreu)
Nota: El poema original se puede leer en este enlace: https://pt.wikisource.org/wiki/Moreninha_(Casimiro_de_Abreu) No confundir este artículo con A Moreninha (telenovela de 1965).
Moreninha (Morenita, en español) es un poema del autor brasileño Casimiro de Abreu (1839-1860), uno de los principales representantes del Romanticismo en su país. La obra, originalmente escrita en portugués, se publicó en 1857 y está recogida en la antología As Primaveras.    
Abajo se presenta una traducción de la misma, un análisis de su estructura y su contexto literario:

## Morenita
Morenita, mi Morena,
Eres del campo la reina,
Eres señora de mí;
A todos matas de amores,
Hechicera, vendiendo flores,
Que recoges en tu jardín.
.
Cuando pasas en la aldea
Dicen todos, de boca llena:
“Mujer más guapa no hay;
¡Ah! Ved como es bonita,
Con las trenzas en la cinta,
¡Con las flores a llevar!”
.
Eres dulce, inocente,
Como paloma que alegre
Vuela y posa en el rosal;
Envuelta en simples galas,
En la voz, en la risa, en el habla,
Morena - ¡no tienes rival!
.
Tú, ayer, venías del monte,
Y paraste en el horizonte
Bajo una sombra sutil;
Regando flores, solita,
Ni tú sabes, Morenita,
¡Como se te veía gentil!
.
Después te seguí, callado,
Como el pájaro que ávido
Va siguiendo la perdiz;
Mas tan pura ibas jugando,
Por las piedritas saltando,
¡Que tuve yo pena de ti!
.
Y dije entonces: - "Morenita,
Si un día eres mía,
Qué amor, ¡qué amor no tendrás!
Te daré noches de rosas,
Cantando canciones hermosas,
Por ti siempre a suspirar".
.
Morena, mi sirena,
Eres la rosa de la aldea,
Mujer más guapa no hay;
Nadie te iguala o te imita,
Con las trenzas en la cinta,
¡Con las flores a llevar!
.
Eres la diosa de la plaza
Y todo hombre que pasa
Al verte… ¡Paró!
Sigue después su camino,
Mas va callado y solito,
¡Porque su alma allí quedó!
.
Eres bella, mi Morena,
Sentada en tu banqueta,
Con todos alrededor;
Sonando alegre el pandero,
Como un pájaro en majuelo
Sueltas tú también la voz:
.
“¡Oh! ¿Quién me compra estas flores?
Son lindas como los amores,
Tan bellas no hay así;
Fueron bañadas con rocío,
Son flores del palacio mío,
Las recogí en mi jardín.”
.
Morena, mi Morena,
Eres bella, mas no tienes pena
De quienes mueren de pasión;
Tú vendes flores serenas,
Y guardas las flores más bellas,
¿Las rosas del corazón?
.
Morenita, mi Morena,
Eres de las bellas reinas
Y en el amor eres tan mala;
Cómo quedas tú bonita
Con las trenzas en la cinta,
¡Con las flores en la canasta!
.
Y dije entonces: “Mis amores,
Déjame mirar tus flores,
¡Y los perfumes sentir!"
Mas en aquel dulce idilio
En el pecho, con brío,
¡En el pecho te atingí!
.
Como nube desmayada
Se tiñe de madrugada
A la dulce alborada,
Así quedaste tú, querida,
Con la carita enrojecida,
¡Roja como una granada!
.
Tú huiste, hechicera,
Y ciertamente más ligera
Cualquier gacela no es;
Tú llevabas corta falda,
Por los arbustos saltabas…
Mientras tanto, ¡enseñaste el pie!
.
¡Ay, Morena! ¡Ay, amores!
Quiero comprarte las flores,
Mas dame un beso también;
¿Qué importan estas rosas
Sin la sonrisa graciosa
Que solo tu boquita tiene?
.
Apenas te vi, mi sirena,
Te nombré “Rosa de Aldea”
Que más linda no hay;
¡Dios! Cómo eras bonita
Con las trenzas en la cinta,
¡Con las flores a llevar!

Indaiaçu - 1857
.

## Análisis de la obra

### Temática y estructura
Moreninha es un poema del poeta romántico brasileño Casimiro de Abreu. En él, el yo lírico describe la pasión que siente por una joven morena que recoge flores en su jardín y las distribuye a las gentes de la villa. El poeta idealiza la figura femenina, característica típica del movimiento romántico, y la describe constantemente como una "diosa" o "reina". Se asocia a la Moreninha con el campo, con flores y con la alborada, lo que transmite una imagen de pureza e ingenuidad; sin embargo, el personaje tiene también un aura sensual, que se plasma en los sentimientos que provoca en el poeta.
El escenario es romántico y bucólico, con elementos propios de la naturaleza, lo que enfatiza el carácter sentimental de la obra. Otro tema presente en los versos es el amor platónico que el yo lírico siente por su amada, que aparece como una figura distante, casi inalcanzable. Una fuerte subjetividad y cierta melancolía, características propias del Romanticismo,  están presentes en toda la obra.
La obra está compuesta por diecisiete estrofas, cada una con seis versos. Posee un esquema AABCCB, que se trata de una mezcla de rima pareada con rima abrazada,  característica que se mantuvo en la traducción al español.

## Contexto histórico y literario
Casimiro de Abreu fue uno de los principales representantes de la segunda generación del Romanticismo brasileño, también denominada ultrarromántica o byroniana.   El movimiento ultrarromántico sucedió en la segunda mitad del siglo XIX y se caracterizó por su fuerte pesimismo, sentimentalismo exagerado, huida de la realidad y la idealización de la figura femenina. Esta estapa tuvo influencias del Romanticismo alemán y sus autores se inspiraron en escritores europeos como Lord Byron y Johann Wolfgang von Goethe.
La poesía de Casimiro de Abreu presenta fuerte nostalgia, religiosidad, bucolismo e idealización de la infancia, reflejadas a través de un lenguaje simple y espontáneo.  En su corta vida, el autor publicó obras como As primaveras (1859), Carolina (1856), Camila: memórias de uma virgem (1856) y Camões e o Jau (1856).